# Dům Josefa Lumbeho
Dům Josefa Lumbeho je původem pozdně klasicistní patrový měšťanský dům čp. 94/IV, č.o.12, s ohradní zdí a zahradami, situovaný v severozápadní části pražských Hradčan na nároží ulic Jelení a Černínská severovýchodně od horního konce Jeleního příkopu a severně nad ulicí Nový Svět. Bydlel v něm profesor Dr. Josef Tadeáš Lumbe, spolumajitel Lumbeho zahrady. Objekt je od roku 1964 zapsán jako nemovitá kulturní památka rejstř. č. ÚSKP 39672/1-955 a součást Národní kulturní památky Pražský hrad. Slouží jako obytný dům.

## Historie
Pozemky zahrady od středověku sloužily jako předpolí a zázemí Pražského hradu. V raném novověku zde bývaly užitkové zahrady a zahradní domek, které dal vybudovat Rudolf II., patřící k hospodářskému dvoru, situovanému východně odtud za Jízdárnou Pražského hradu. Dalšími vlastníky pozemků byli Černínové. Humprecht Jan Černín je dal upravit na okrasné zahrady, vysázet dřeviny a postavit zde skleníky. Severozápadní okraj zahrad byl počátkem 18. století obestavěn cihlovou hradební zdí barokního opevnění, jehož násep a šance se dosud dochovaly.
Dům číslo popisné 94/IV byl přistavěn při této hradební zdi v 1. třetině 19. století a k tomu účelu upraveny terasy horní Lumbeho zahrady. Hlavní vstup do domu je ze severozápadu stylově barokní branou v ohradní zdi. Dům v roce 1852 zakoupil pražský politik a profesor Pražské polytechniky, Dr. Josef Tadeáš Lumbe. Lumbe jej využíval jako doplňkovou rezidenci ke svému stálému bydlišti ve staroměstském domě čp. 240/I  a k venkovskému sídlu. Dům obklopují Lumbeho zahrady. Severovýchodní pozemky Lumbeho zahrady patřily bratrovi Josefa Lumbeho Karlovi, který bydlel v nedalekém čp. 188/IV., nazývaném dosud Lumbeho vila. Od Lumbeho dědiců dům i s pozemky v roce 1925 odkoupil československý stát. Objekt prošel drobnými rekonstrukcemi, naposledy počátkem 21. století, kdy byla po restaurátorském průzkumu změněna barevnost fasády ze žluté na modro-bílou.

## Galerie

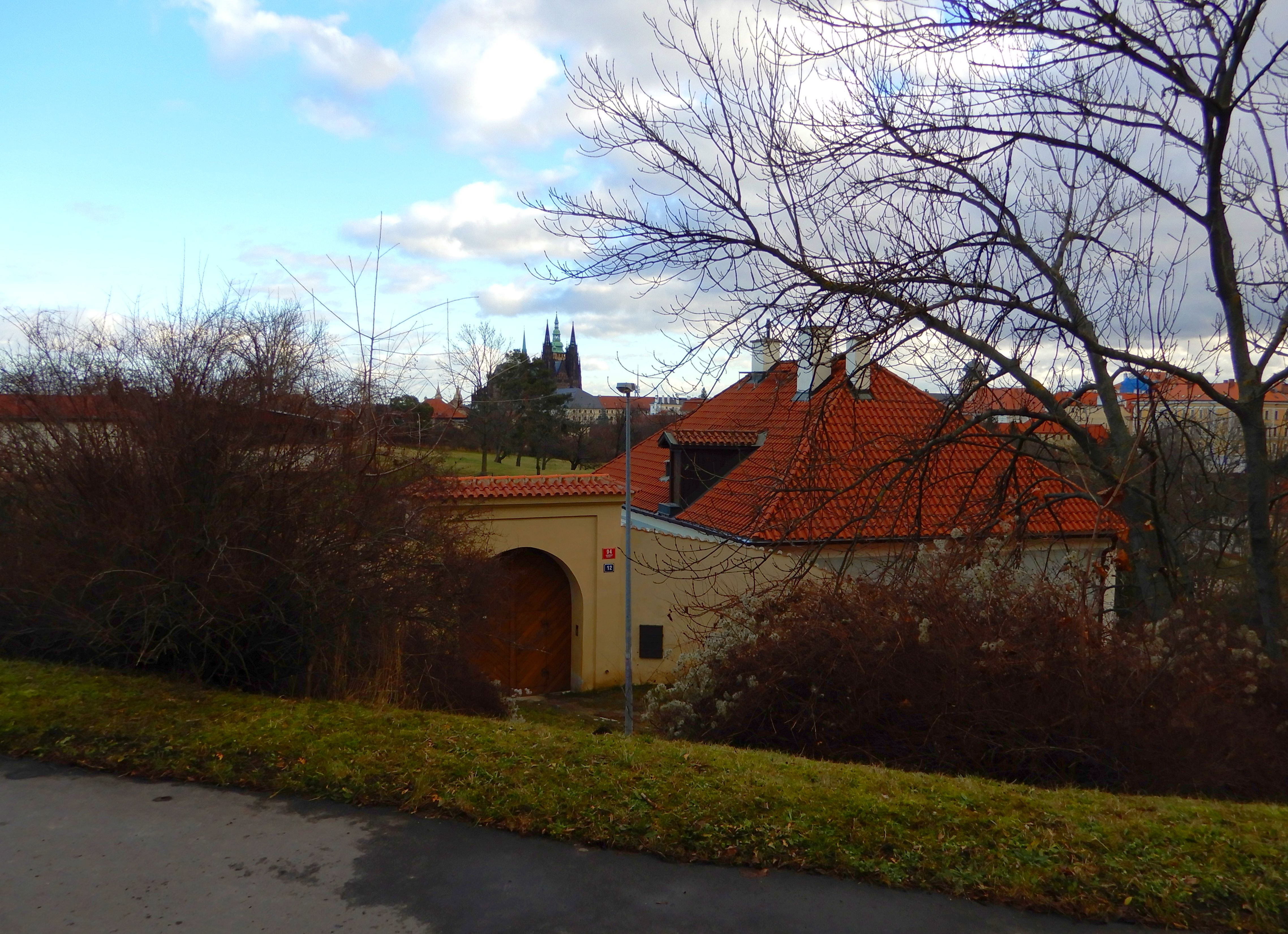
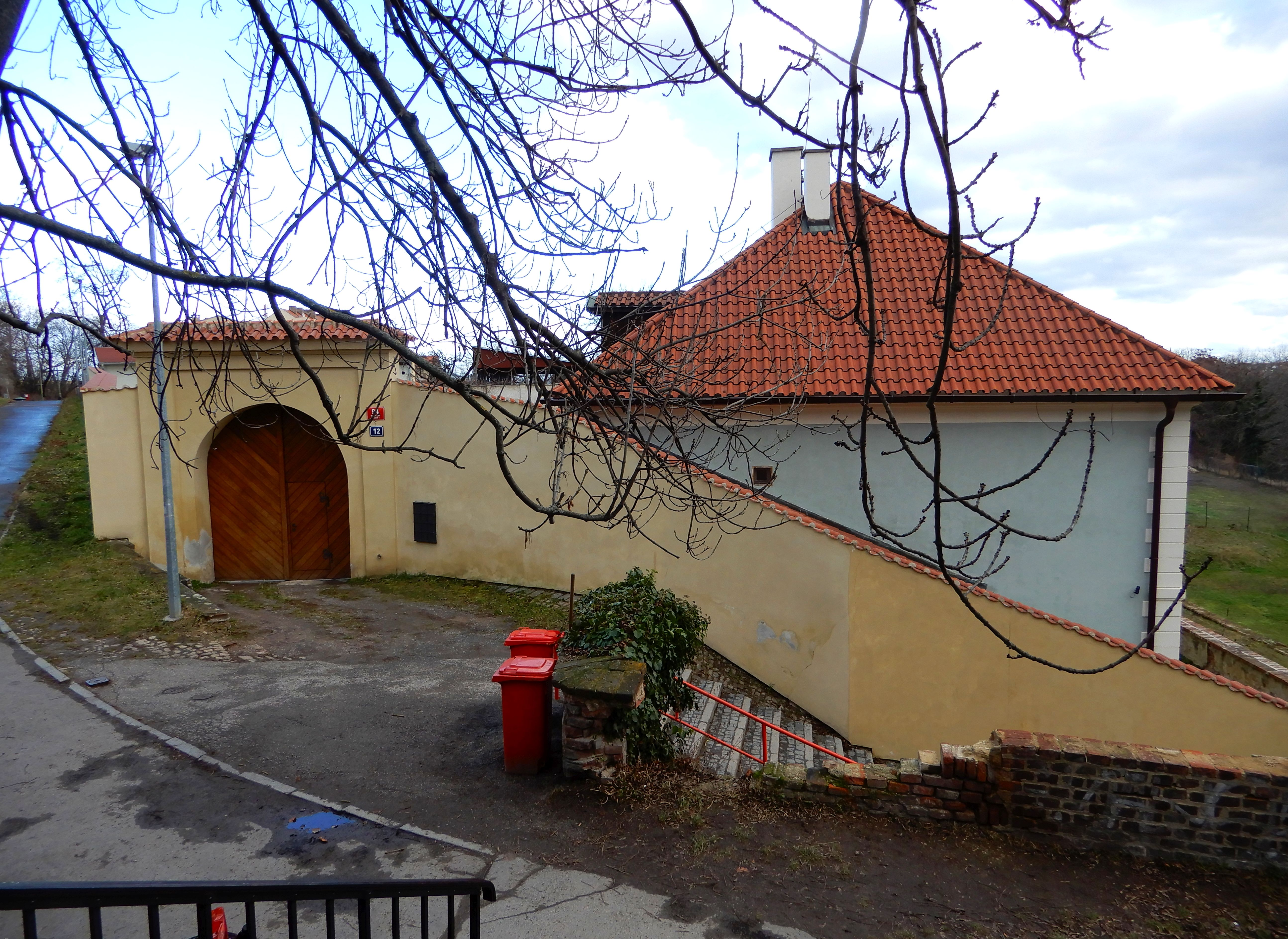
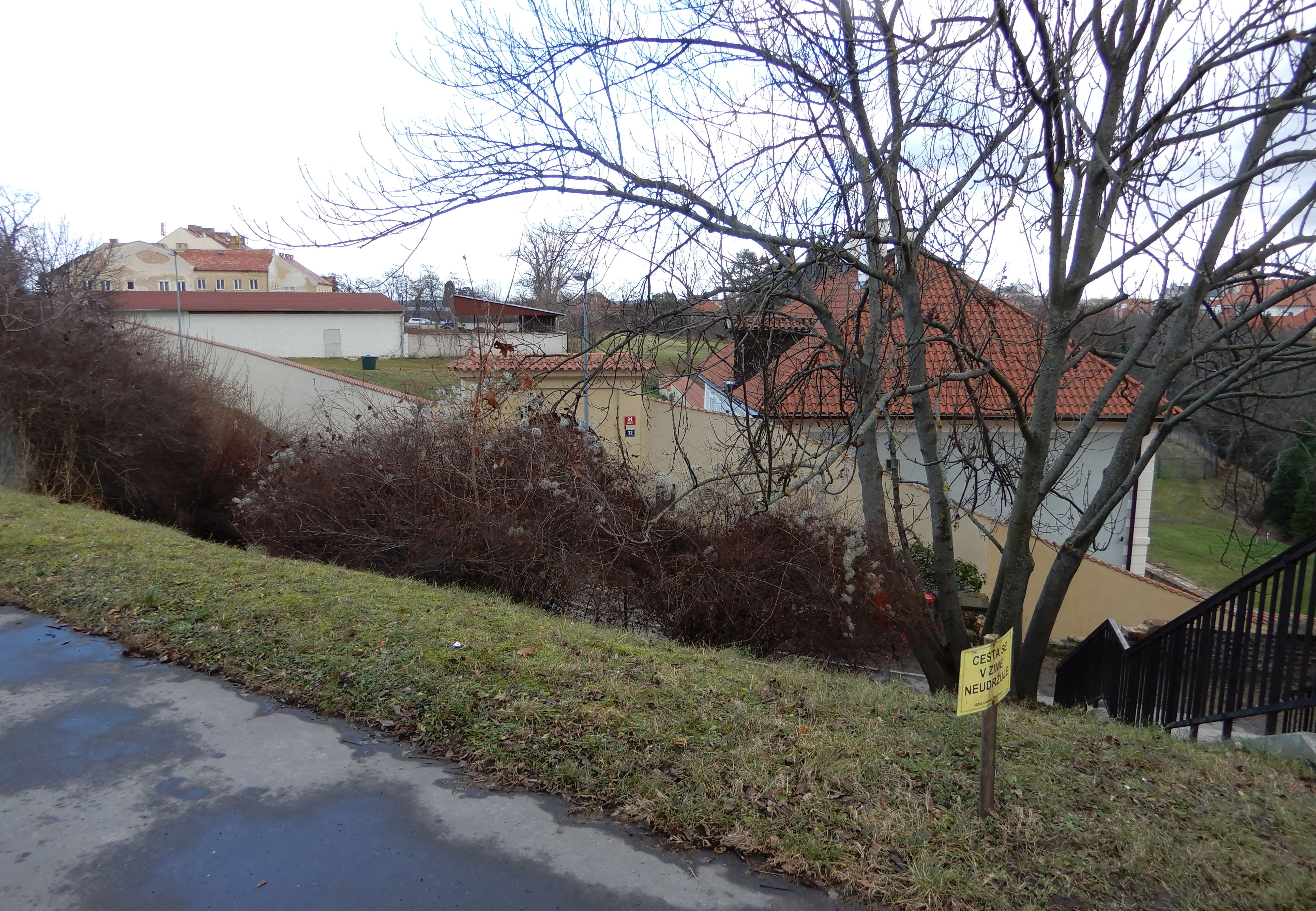
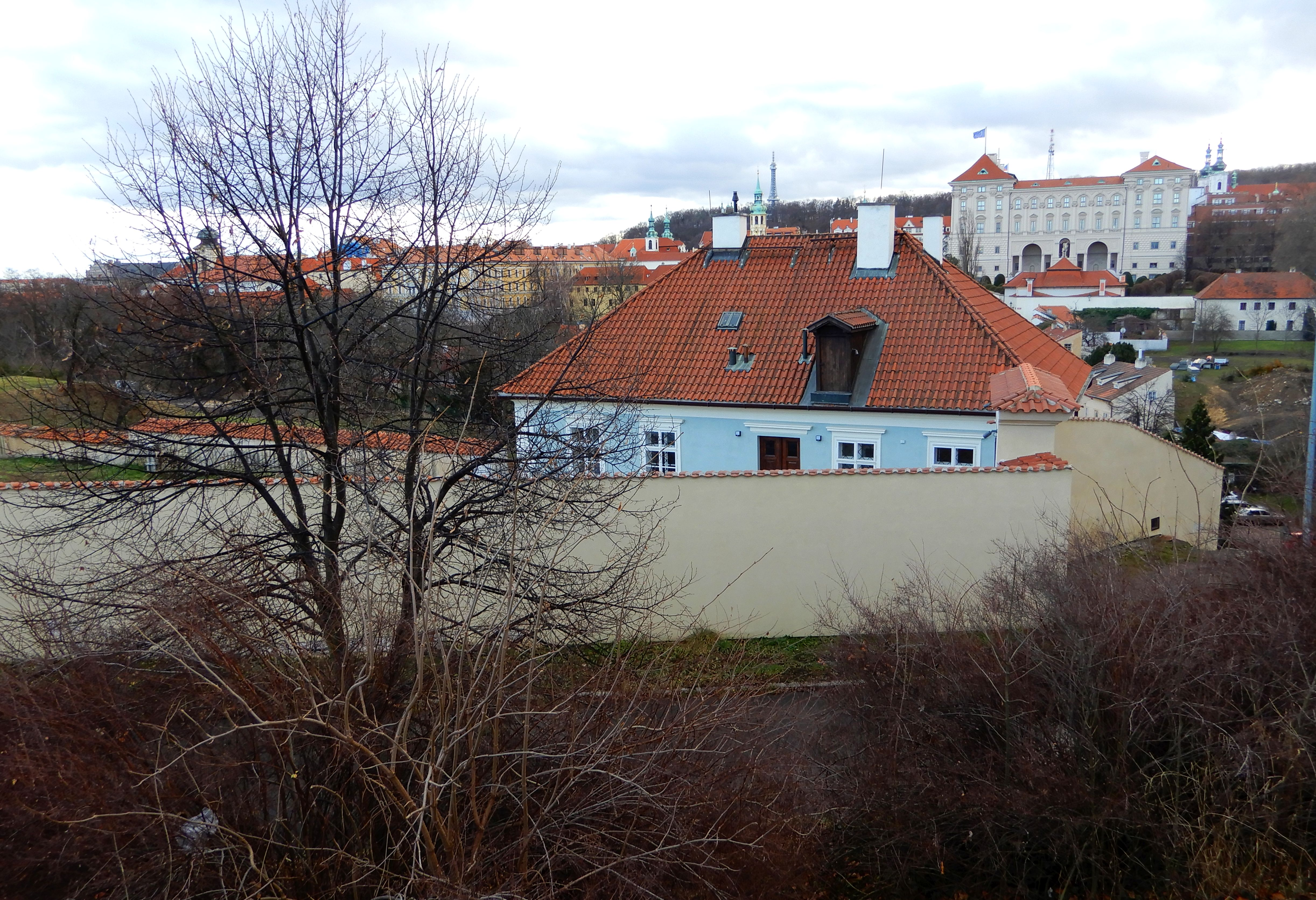
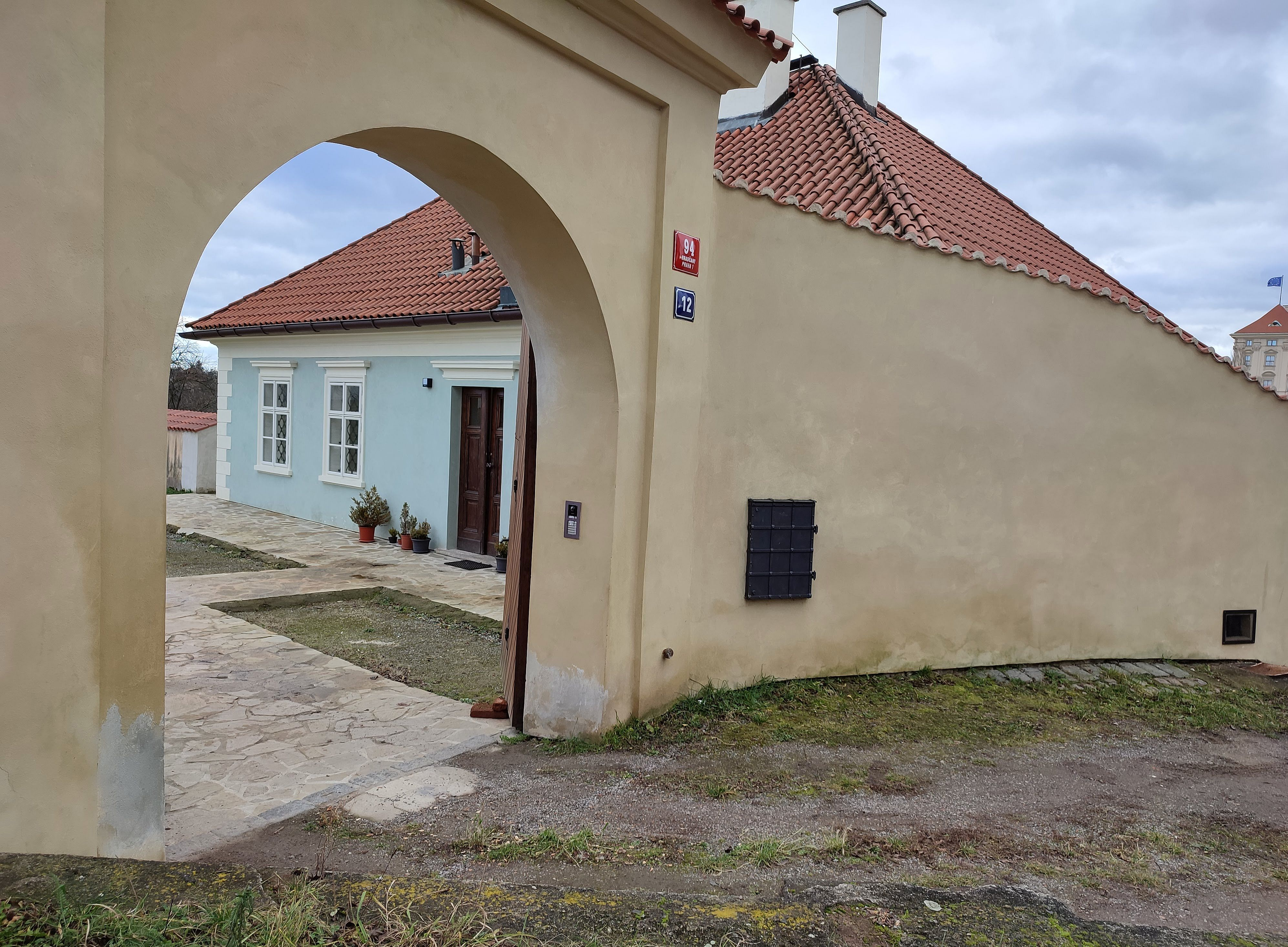